# Cuejdiu
Cuejdiu – wieś w Rumunii, w okręgu Neamț, w gminie Gârcina. W 2011 roku liczyła 1153 mieszkańców.